# Luci Genuci Aventinensis (cònsol 365 aC)
Luci Genuci Aventinensis (llatí: Lucius Genucius Aventinensis) va ser cònsol de Roma el 365 aC i el 362 aC. Formava part de la família dels Aventinesis, una branca de la gens Genúcia.
En el segon període va morir en lluita contra els hèrnics i el seu exèrcit va ser derrotat. Era el primer cònsol que va marxar al combat sota auspicis plebeus i la seva derrota i mort va causar gran joia als patricis.